# Stephen R. Bradley
Stephen R. Bradley (Wallingford, 1754. február 20. – Walpole, 1830. december 9.) az Amerikai Egyesült Államok szenátora (Vermont, 1791–1795 és 1801–1813).